# Doctor Strange (film, 2016)
A Doctor Strange 2016-os szuperhősfilm az azonos nevű Marvel Comics-figura főszereplésével, a Marvel Studios gyártásában és a Walt Disney Studios Motion Pictures forgalmazásában. A film a Marvel-moziuniverzum tizennegyedik tagja. Rendezője Scott Derrickson, aki a forgatókönyvet is jegyzi, aminek írásában C. Robert Cargill és Jon Spaihts is közreműködött. A címszerepet Benedict Cumberbatch játssza, a további szerepekben Chiwetel Ejiofor, Rachel McAdams, Michael Stuhlbarg, Mads Mikkelsen és Tilda Swinton láthatók.
Számos próbálkozás akadt már Doktor Strange mozivászonra léptetését illetően, már az 1980-as évek közepétől, mígnem a Paramount Pictures megvásárolta a filmes jogokat 2005 áprilisában a Marvel Studios megbízásából. Thomas Dean Donnelly és Joshua Oppenheimer 2010 júniusában kapott megbízást a forgatókönyv megírására, 2014 júniusában pedig szerződtették Derricksont. Ugyanezen év decemberében választották ki Benedict Cumberbatchet a főszerepre, Spaihts pedig megkezdte átíró munkáját a forgatókönyvön.
A forgatás 2015 novemberében vette kezdetét Nepálban, majd az Egyesült Királyságban és Hongkongban folytatódott és 2016 áprilisában fejeződött be New York Cityben.
A Doctor Strange Észak-Amerikában 2016. november 4-én került a mozikba, Magyarországon a Fórum Hungary mutatta be november 3-án, 2D-ben és 3D-ben egyaránt.

## Cselekmény
Kaelicius  mágus betör Kamar-Taj könyvtárába, ahol egy szigorúan őrzött könyv egyik lapját kitépi. Egykori mestere, az Ősmágus igyekszik megállítani őt, de sikerül elmenekülnie.
Dr. Stephen Strange egy arrogáns idegsebész, aki szakmájának legjobbja és akit leginkább csak maga és a saját hírneve érdekel. Egyik este egy konferenciára tart, az odaúton egy lehetséges új pácienséről kap üzenetet, amikor ő maga súlyos autóbalesetet szenved. A balesetben megsérülnek az idegek a kezében, így nem tud többé műteni, de még olyan dolgokra sem képes, mint a borotválkozás. Strange minden vagyonát elkölti a helyrehozásra, ám egyik módszer sem jár sikerrel, mígnem talál egy pácienst, a gyógyíthatatlanul sérült Jonathan Pangborn, aki mégis talpra állt a nepáli Kamar-Taj nevű helyen. Strange úgy dönt, hogy megkeresi ezt a helyet.
Strange Nepálban nem találja a Kamar Taj-ot, ám rablókkal való találkozás során megmenti őt egy Mordo nevű férfi, aki szintén a Kamar Taj-ban tanult. Mordo elvezeti őt mesteréhez, az Ősmágushoz, aki elmondja Strange-nek, hogy a mágia segítségével rendbe tud jönni. Az Ősmágus először nem akarja tanítványává fogadni Strange-t, mert túlzottan emlékezteti Kaeliciusra, de Mordo végül meggyőzi, hogy jó tanítvány lesz. 
Megkezdődik Strange tanítása, aki a kezdeti nehézségek után egyre ügyesebb és erősebb lesz. 
Egy alkalommal betör a Wong mester által vezetett könyvtárba, hogy megnézzen egy könyvet, aminek egyik lapját Kaelicius elvitte. A könyv hatására irányítani tudja Agamoto szemét, egy tárgyat, ami az idő végtelen kövét rejti, és amivel megtudja a hiányzó lap tartalmát. Ekkor talál rá Mordo és Wong, akik elárulják a mágusok valódi célját: az Agamoto által épített három szentély védelme, amik mágikus pajzsot vonva védik meg a Földet a más világokból származó lényektől. Ilyen lény Dormammu, aki az egész világot a sajátjába akarja bekebelezni, és akivel a családját elvesztett Kaelicius is szövetkezett, hogy elnyerje a halhatatlanságot.
Dormammu eljöveteléhez el kell pusztítania a három szentélyt, amiből az elsőhöz, a londonihoz meg is érkezett csatlósaival és kiiktatta. Rögtön menne is a New York-ihoz, ám Strange is odamegy segíteni. Strange a levitáció köpenyének segítségével megállítja a szolgákat és egy testpáncélba foglyul ejti Kaelicius-t, aki próbálja rávenni a doktort a csatlakozásra. Stephen nemet mond, mire Kaelicius egyik szolgája súlyos sebet ejt rajta, amivel Stephen egy dimenziókapun át egykori kórházába indul, hogy volt kolléganője, Christine Palmer rendbe hozza. Ezalatt Stephen asztráltestben küzd meg a szolgával, akit meg is öl, ám visszaérve a new-york-i szentélybe már nem találja ott Kaelicius-t.
Mordóval kiegészülve támadnak az erősítéssel érkező Kaeliciusra, akit Strange a tükörvilágba zár, hogy ne hasson a valóságra – csakhogy ott Kaeliciusék erősebbek. A két varázslót végül az Ősmágus menti meg, akiről kiderül, hogy Kaeliciushoz hasonlóan a sötét dimenzióból nyeri erejét, hogy azzal védje a világot. Kaelicius végez az Ősmágussal, akit a kórházban még Stephen asszisztálásával se tudnak megmenteni. 
Strange még asztráltestben találkozik az ősmágussal, aki továbbra is biztatja őt és azt mondja, hogy Mordóval szükségük van egymásra, hogy legyőzzék Dormammut és csatlósait.
Strange és Mordo az utolsó, Hongkong-i szentélyhez mennek, ám azt addigra Kaelicius elpusztította és megnyílt az átjáró a sötét dimenziók számára. Strange Agamoto szemével vissza próbálja fordítani a pusztítást, ám csak a szentély elestét nem tudja meggátolni. Strange ekkor átlép a sötét dimenzióba, ahol a szem segítségével egy időhurokba zárja magát és Dormammut, aki így az örökkévalóságig öli meg őt újra és újra. Dormammu ezt nem bírja sokáig, ezért alkut köt Strange-dzsel: magával viszi Kaelicius-t és csapatát és felhagy a Föld ostromával cserébe a szabadságáért. 
Ezután Strange visszaépíti a szentélyt, ám Mordo elégedetlen, mert a saját szabályaik megszegésével mentették meg a világot, ezért külön utakon indul el.
Strange visszateszi Agamoto szemét biztonságos helyre, amíg úgy nem érzi, hogy eléggé kiismerte. Wong figyelmezteti, hogy az Ősmágus halálával nagy veszélybe kerül a Föld, de Strange vállalja a veszélyt az Ősmágus helyét átvéve.
A stáblista közepénél lévő jelenetben Strange vendéget fogad, aki nem más, mint Thor. Strange kérdőre vonja a villámlás istenét, amiért az a Földre hozta Lokit, akivel apjukat, Odint keresik. A doktor felajánlja segítségét nekik, hogy minél hamarabb visszatérjenek Asgardba. A stáblista utáni jelenetben Mordo úgy véli, hogy a világon túl sok már a varázslat, ezért felkeresi Pangbornt, és elveszi tőle az őt egészségesen tartó erőt.

## Szereplők
| Színész              | Szereplő            | Magyar hang    | Leírás |
| -------------------- | ------------------- | -------------- | --- |
| Benedict Cumberbatch | Dr. Stephen Strange | Simon Kornél   | Idegsebész, aki egy autóbaleset után, amely egy gyógyító utazáshoz vezetett, felfedezi a mágia és az alternatív dimenziók rejtett világát. |
| Benedict Cumberbatch | Dormammu            | Zöld Csaba     | Őseredeti interdimenzionális entitás és a Sötét Dimenzió uralkodója.                                                                       |
| Chiwetel Ejiofor     | Karl Mordó          | Király Attila  | A misztikus művészetek mestere, aki közel áll az Ősmágushoz és Strange mentora.                                                            |
| Rachel McAdams       | Christine Palmer    | Ruttkay Laura  | sürgősségi sebész, Strange szerelme. |
| Benedict Wong        | Wong                | Hajdu Steve    | A misztikus művészetek mestere, akinek feladata Kamar-Taj legértékesebb ereklyéinek és könyveinek védelme.                                 |
| Michael Stuhlbarg    | Nicodemus West      | Czvetkó Sándor | Strange rivális sebésze. |
| Benjamin Bratt       | Jonathan Pangborn   | Görög László   | Mozgássérült, aki az Ősmágustól tanulta, hogyan gyógyítsa meg magát a misztikus művészetek segítségével.                                   |
| Mads Mikkelsen       | Kaecilius           | Rába Roland    | A Misztikus Művészetek Mestere, aki elszakadt az Ősmágustól.                                                                               |
| Tilda Swinton        | Ősmágus             | Kiss Eszter    | Misztikus mágus, aki Strange mentora lesz.                                                                                                 |
| Chris Hemsworth      | Thor                | Nagy Ervin     | Bosszúálló és Asgard koronahercege, az azonos nevű skandináv mitológiai isten alapján.                                                     |
| Stan Lee             | önmaga              | Kajtár Róbert  | Utas a buszon |

## Információk
- Az első hivatalos képek és Mads Mikkelsen karakterének részletei után a Marvel további információkat osztott meg a Doctor Strange filmmel kapcsolatban. Kevin Feige, a Marvel Studios elnöke az Entertainment Weekly-nek beszélt a címszereplő képességeiről. Feige szerint Doktor Strange-nek lesz egy különleges köpenye, a Levitáció Köpenye, valamint egy még annál is különlegesebb ereklyéje, az Agamotto Szeme, amely a rajongók szerint egyike a Végtelen Köveknek, és a képregényekben Doktor Strange ennek segítségével győzte le Dormammut.
- Feige szerint Doktor Strange rengeteg dologra lesz képes; varázsigéket mormol, ami a képregényekben vicces nevű nyelvtörő dolgokban jelenik meg. "Nem akartunk ettől elzárkózni, mert ez teszi Doktor Strange-t Doktor Strange-dzsé."
- Bár az alkotók a kezdetektől fogva Benedict Cumberbatch-et akarták a főszerepre, a színész elköteleződése a filmhez többször is akadályokba ütközött. Cumberbatch eredetileg visszautasította a felkérést, mert saját bevallása szerint nem kedvelte a képregényekben Strange szexista viselkedését. Amikor biztosították őt afelől, hogy a filmben Strange másképp lesz megjelenítve, sőt a történet lényegesen a karakter jellemfejlődésére fog koncentrálni, a színész hajlandó volt tárgyalásokba bocsátkozni a stúdióval. Később újfent visszautasította a szerepet, mivel a forgatások ideje egybeesett a színházi előadásaival a londoni Barbican-ban. Miután több színészt is meghallgattak a szerepre, de egyikük sem bizonyult megfelelőnek, a Marvel végül eltolta a forgatás időpontját és ezzel együtt a film premierjét, hogy Cumberbatch elérhető legyen.